# زوي جونز (لاعبة دارت)
زوي جونز (بالإنجليزية: Zoe Jones)‏ هي لاعبة دارت بريطانية، ولدت في 2 سبتمبر 1992 في إنجلترا في المملكة المتحدة.

## وصلات خارجية
- زوي جونز على موقع DartsDatabase.co.uk (الإنجليزية)